# Tretanorhinus
Tretanorhinus is een geslacht van slangen uit de familie toornslangachtigen (Colubridae) en de onderfamilie Dipsadinae.

## Naam en indeling
Er zijn vier soorten, de wetenschappelijke naam van de groep werd voor het eerst voorgesteld door André Marie Constant Duméril, Gabriel Bibron & Auguste Duméril in 1854.

## Verspreiding en habitat
alle soorten komen voor in delen van Midden- en Zuid-Amerika en leven in de landen en deelgebieden Mexico, Guatemala, Honduras, Nicaragua, Belize, Costa Rica, Panama, Ecuador, Colombia, Cuba, Isla de la Juventud en de Kaaimaneilanden, mogelijk ook in El Salvador. De habitat bestaat uit vochtige tropische en subtropische laaglandbossen, draslanden en mangroven.

## Beschermingsstatus
Door de internationale natuurbeschermingsorganisatie IUCN is aan alle soorten een beschermingsstatus toegewezen. Twee soorten worden beschouwd als 'veilig' (Least Concern of LC), een soort als 'onzeker' (Data Deficient of DD) en een soort als 'gevoelig' (Near Threatened of NT).

## Soorten
Het geslacht omvat de volgende soorten, met de auteur en het verspreidingsgebied.
| Naam                      | Auteur                          | Verspreidingsgebied                                                                         | Beschermingsstatus |
| ------------------------- | ------------------------------- | ------------------------------------------------------------------------------------------- | ------------------ |
| Tretanorhinus mocquardi   | Bocourt, 1891                   | Panama, Ecuador, Colombia                                                                   |                    |
| Tretanorhinus nigroluteus | Cope, 1861                      | Mexico, Guatemala, Honduras, Nicaragua, Belize, Costa Rica, Panama, mogelijk in El Salvador |                    |
| Tretanorhinus taeniatus   | Boulenger, 1903                 | Ecuador, Colombia                                                                           |                    |
| Tretanorhinus variabilis  | Duméril, Bibron & Duméril, 1854 | Cuba, Isla de la Juventud, Kaaimaneilanden                                                  |                    |